# Totò Mignone
Ottone Giuseppe Mignone detto Totò (Alessandria, 7 novembre 1906 – Roma, 1º gennaio 1993) è stato un attore e ballerino italiano.

## Biografia
Fratello minore di Milly e cognato del regista Mario Mattoli, esordisce negli anni venti formando un trio con le sorelle Milly e Mitì, lavorando in teatro di rivista e avanspettacolo. 
È Sigismondo nella prima italiano di Al cavallino bianco con la sorella Milly al Teatro Lirico di Milano  nel 1931 ed al Teatro Reinach di Parma nel 1932.
Attivo nel cinema a partire dagli anni trenta, come caratterista a fianco di Totò e ad altri attori del periodo. In seguito intraprende l'attività di direttore di produzione per la televisione austriaca.  Nel 1986 interpreta l'ultimo ruolo in Ginger e Fred di Federico Fellini. Superati già gli ottanta anni, interviene al Maurizio Costanzo Show, come ballerino di tip tap. 

## Filmografia parziale

### Attore
- Cinque a zero, regia di Mario Bonnard (1932)
- Tempo massimo, regia di Mario Mattoli (1934)
- I due orfanelli, regia di Mario Mattoli (1947)
- Fifa e arena, regia di Mario Mattoli (1948)
- I pompieri di Viggiù, regia di Mario Mattoli (1949)
- Vivere a sbafo, regia di Giorgio Ferroni (1949)
- Tototarzan, regia di Mario Mattoli (1950)
- Totò sceicco, regia di Mario Mattoli (1950)
- Totò terzo uomo, regia di Mario Mattoli (1951)
- Sette ore di guai, regia di Metz e Marchesi (1951)
- Porca miseria, regia di Giorgio Bianchi (1951)
- Vendetta... sarda, regia di Mario Mattoli (1952)
- Il più comico spettacolo del mondo, regia di Mario Mattoli (1953)
- Un turco napoletano, regia di Mario Mattoli (1953)
- Un americano a Roma, regia di Steno (1954)
- Totò, Peppino e le fanatiche, regia di Mario Mattoli (1958)
- Il grande truffatore (Mit Himbeergeist geht alles besser), regia di Georg Marischka (1960)
- Arrriva Dorellik, regia di Steno (1967)
- Lo chiamavano Bulldozer, regia di Michele Lupo (1978)
- Ginger e Fred, regia di Federico Fellini (1986)

### Ispettore di produzione
- Peppino, le modelle e... "chella llà", regia di Mario Mattoli (1957)

### Direttore di produzione
- Akiko, regia di Luigi Filippo D'Amico (1961)